# Chaerilus alberti
Espèce
Chaerilus alberti est une espèce de scorpions de la famille des Chaerilidae.

## Distribution
Cette espèce est endémique de Malaisie. Elle se rencontre au Perak et au Pahang entre 1 600 et 2 000 m d'altitude dans les Cameron Highlands.

## Description
Le mâle holotype mesure 25,219 mm et la femelle paratype 21,188 mm.

## Étymologie
Cette espèce est nommée en l'honneur d'A. Albert.

## Publication originale
- Kovařík, 2019 : Chaerilus alberti sp. n. from Malaysia (Scorpiones: Chaerilidae). Euscorpius, no 274, p. 1–9 (texte intégral).